# Grudziądz (gemeente)
De gemeente Grudziądz is een landgemeente in het Poolse woiwodschap Koejavië-Pommeren, in powiat Grudziądzki.
De zetel van de gemeente is in Grudziądz.
Op 30 juni 2004 telde de gemeente 10 085 inwoners.

## Oppervlakte gegevens
In 2002 bedroeg de totale oppervlakte van gemeente Grudziądz 168,93 km², waarvan:
- agrarisch gebied: 64%
- bossen: 21%

De gemeente beslaat 22,92% van de totale oppervlakte van de powiat.

## Demografie
Stand op 30 juni 2004:
| Omschrijving                   | Totaal | Totaal | Vrouwen | Vrouwen | Mannen | Mannen |
| ------------------------------ | ------ | ------ | ------- | ------- | ------ | ------ |
| eenheid                        | aantal | %      | aantal  | %       | aantal | %      |
| inwoners                       | 10 085 | 100    | 5103    | 50,6    | 4982   | 49,4   |
| bevolkingsdichtheid (inw./km²) | 60,4   | 60,4   | 30,6    | 30,6    | 29,8   | 29,8   |

In 2002 bedroeg het gemiddelde inkomen per inwoner 1261,23 zł.

## Administratieve plaatsen (sołectwo)
Dusocin, Sosnówka, Gogolin, Grabowiec, Turznice, Węgrowo, Mokre, Skarszewy, Ruda, Rozgarty, Pieńki Królewskie, Nowa Wieś, Sztynwag, Świerkocin, Mały Rudnik, Stary Folwark, Biały Bór, Zakurzewo, Wielkie Lniska, Wielki Wełcz, Piaski, Parski, Szynych, Wałdowo Szlacheckie.
Zonder de status sołectwo: Brankówka, Gać.

## Aangrenzende gemeenten
Chełmno, Dragacz, Gruta, Nowe, Płużnica, Radzyń Chełmiński, Rogóźno, Sadlinki, Stolno